# Mesida pumila
Mesida pumila är en spindelart som först beskrevs av Tord Tamerlan Teodor Thorell 1877.  Mesida pumila ingår i släktet Mesida och familjen käkspindlar. Inga underarter finns listade i Catalogue of Life.